# ایستگاه راه‌آهن مرکزی برمن
ایستگاه مرکزی برمن (آلمانی: Bremen Hauptbahnhof) ایستگاه راه‌آهن شهر برمن است که در سال ۱۸۴۷ تاسیس و به راه‌آهن سراسری آلمان متصل است.

## نگارخانه

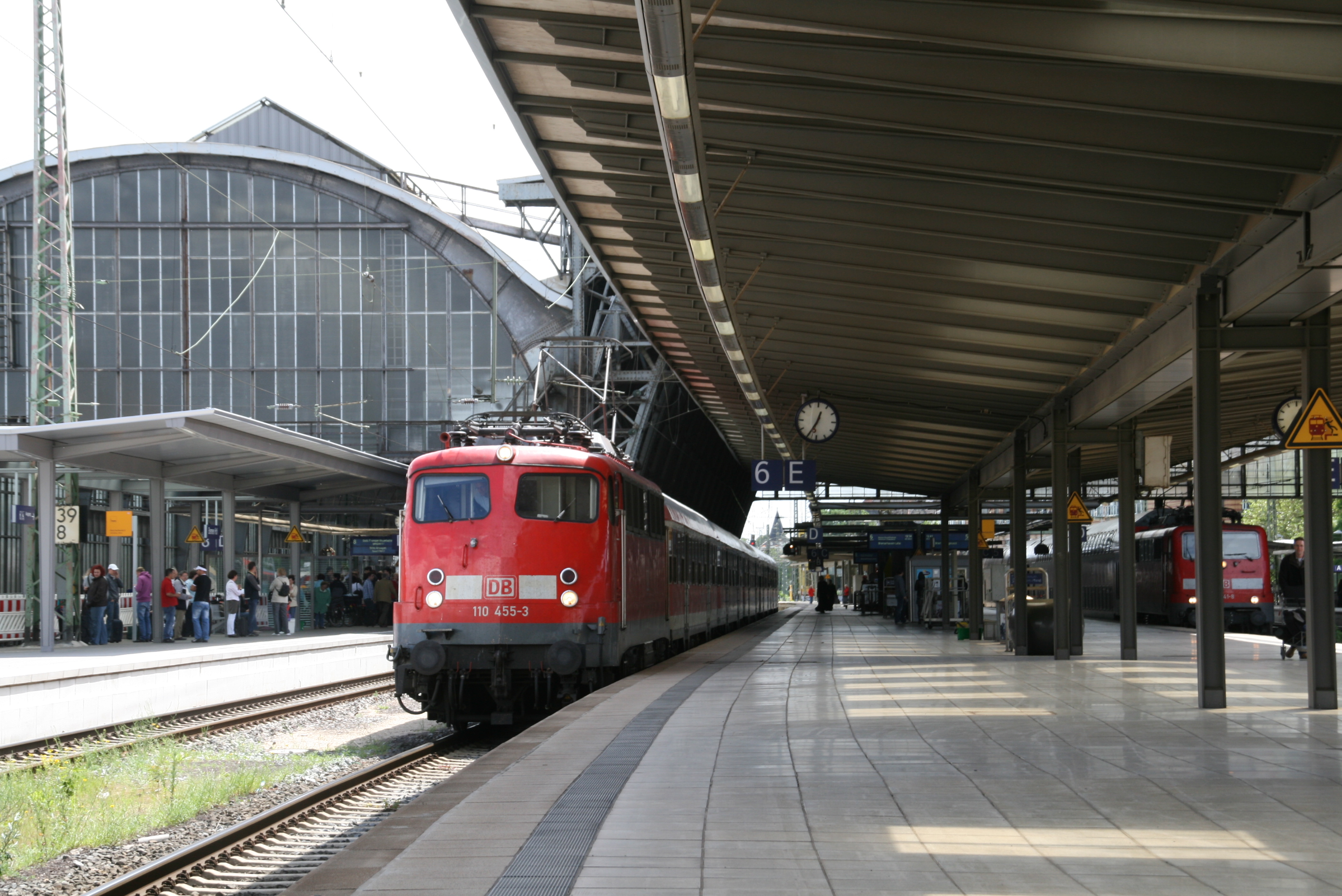
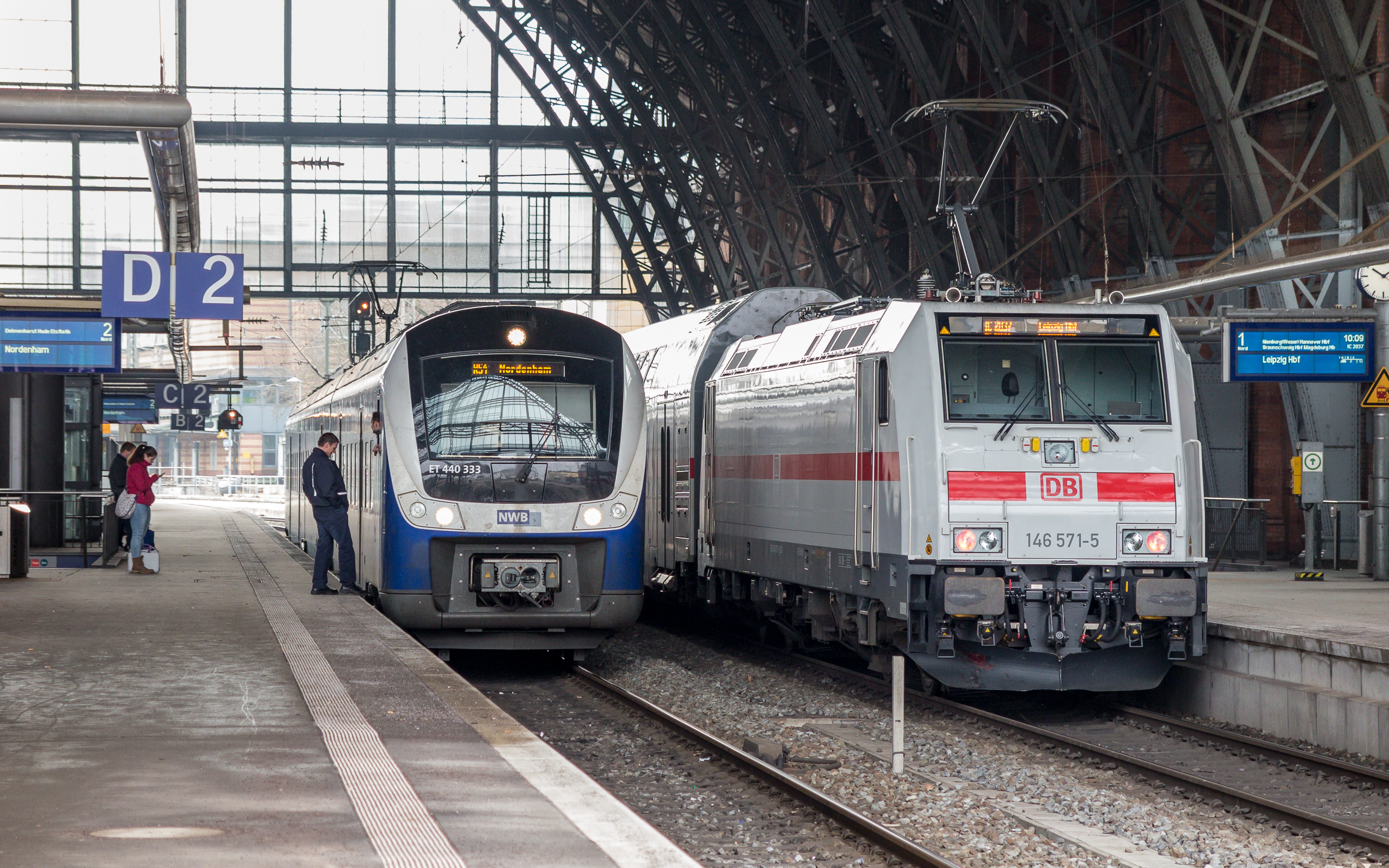
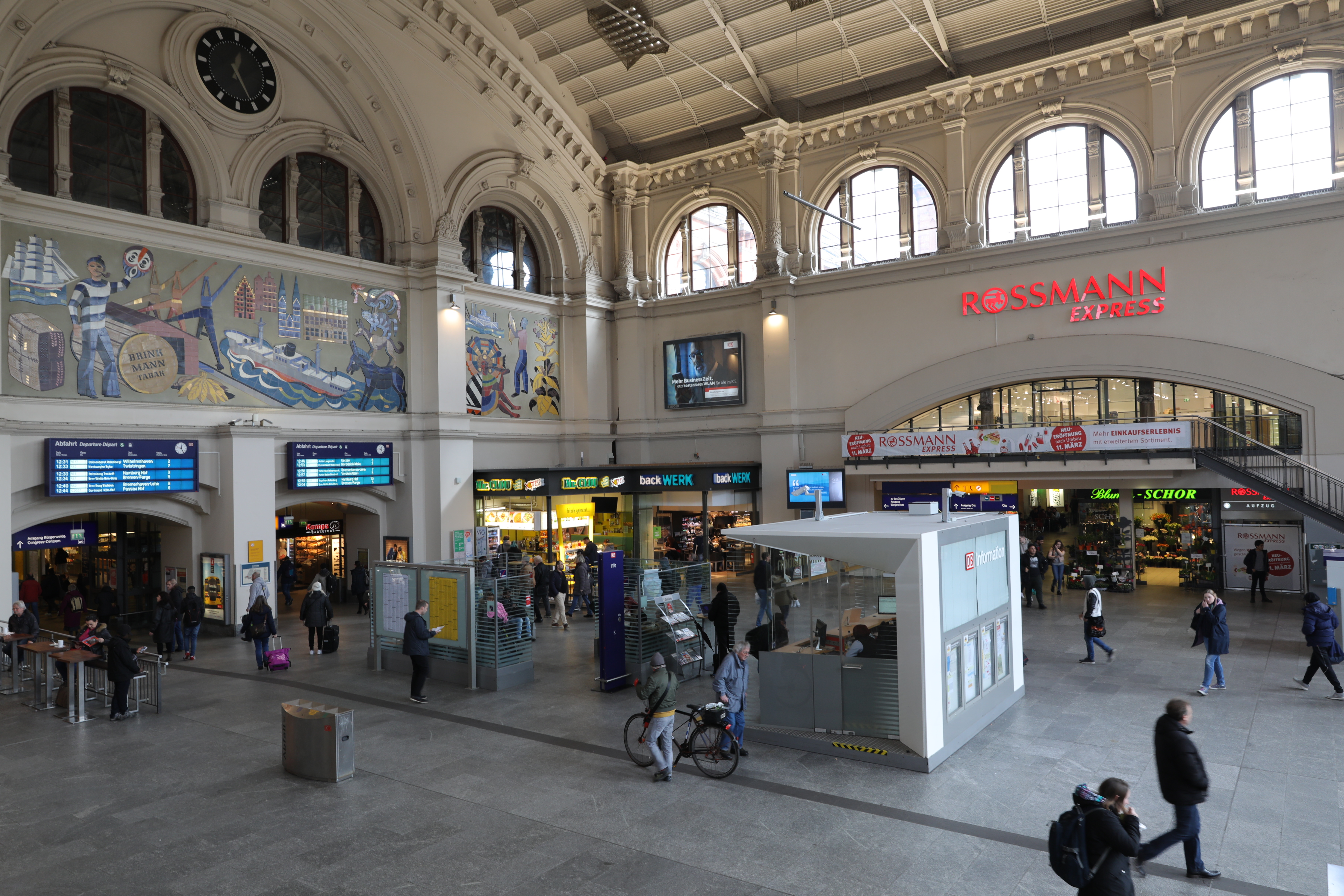
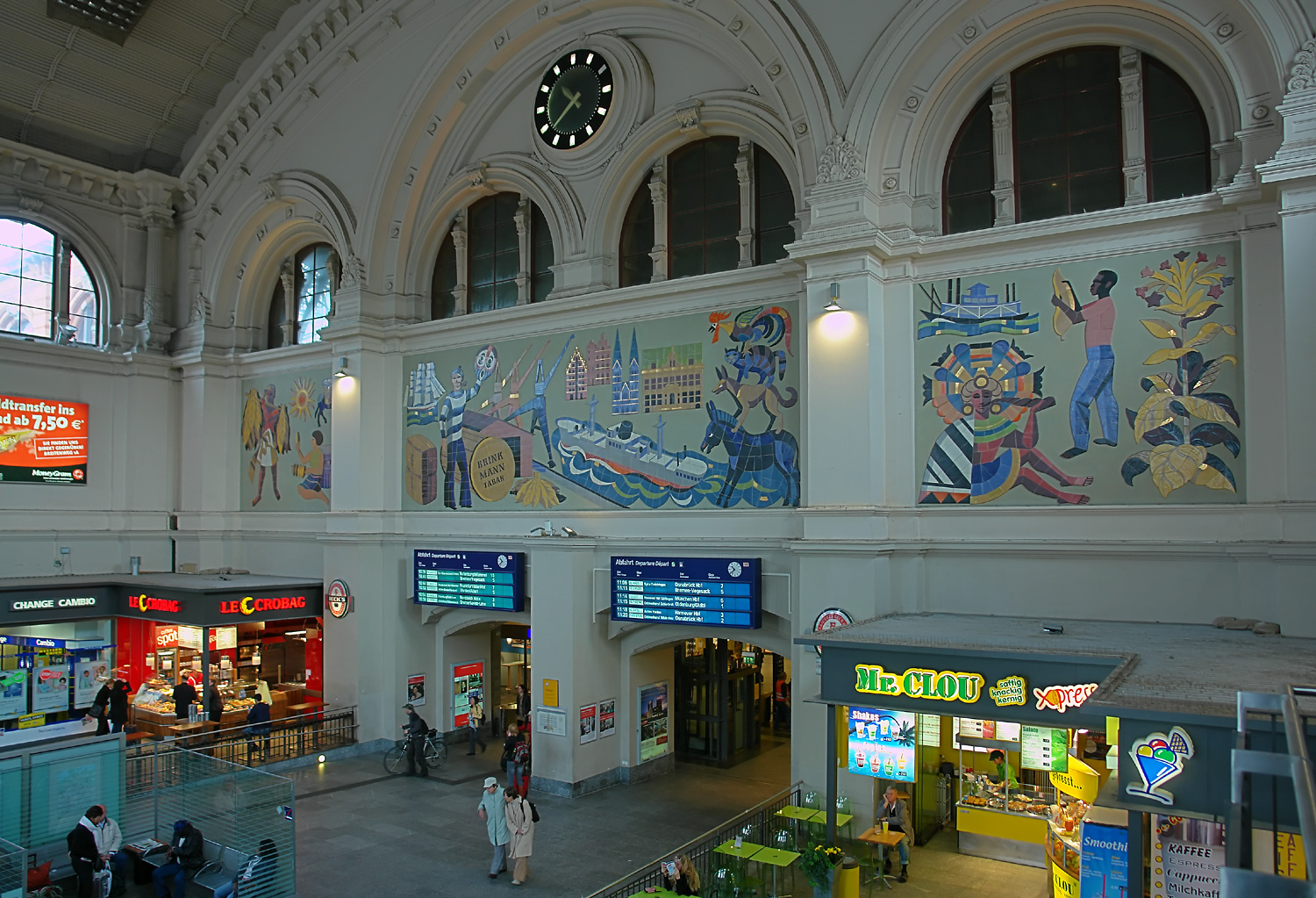